# Eustasius d'Aoste
Eustasius ou Euthasius et Eustase d’Aoste, mort vers le milieu du Ve siècle, est le premier évêque d’Aoste, à la fin du IVe siècle.

## Création du diocèse
Vers le milieu du IVe siècle, la Vallée d'Aoste, comme tout le territoire de l’arc subalpin, dépendait du diocèse de Verceil, suffragant de Milan, et était dirigé par l’évêque Eusèbe de Verceil (vers 340-371), qui déclarait dans une lettre apostolique :

« Aux très chers frères et bien aimés prêtres ainsi qu’a tous les fidèles demeurant dans la foi de Novare, Ivrée, Aoste, Industria, Agaminis ad Palatium et Tortone : Eusèbe évêque, souhaite l’éternel salut dans le seigneur. »

À la fin du IVe siècle, Aoste est érigée en diocèse avec Eustasius, dont l’origine est inconnue, comme évêque. Il est identifié avec l'évêque mentionné en 388 par Victrice de Rouen, qui le rencontre en revenant d’Italie par la Vallée d'Aoste, et, en 393, comme évêque suffragant lors d’un synode provincial réuni à Milan.
Détachée de Verceil tout en demeurant suffragant de Milan, la cité chrétienne d’Aoste se développe rapidement, et il faut souligner, outre la cathédrale, l’existence de l’église paléochrétienne où sont inhumés les premiers évêques d’Aoste, successeurs directs d’Eustasius.
En mai 451 Eustasius, toujours évêque mais sans doute trop âgé pour faire le déplacement jusqu’à Milan, se fait représenter au synode réuni contre Eutychès par le « presbyter » Grat, qui sera son successeur comme évêque.